# تخفيف التأثير

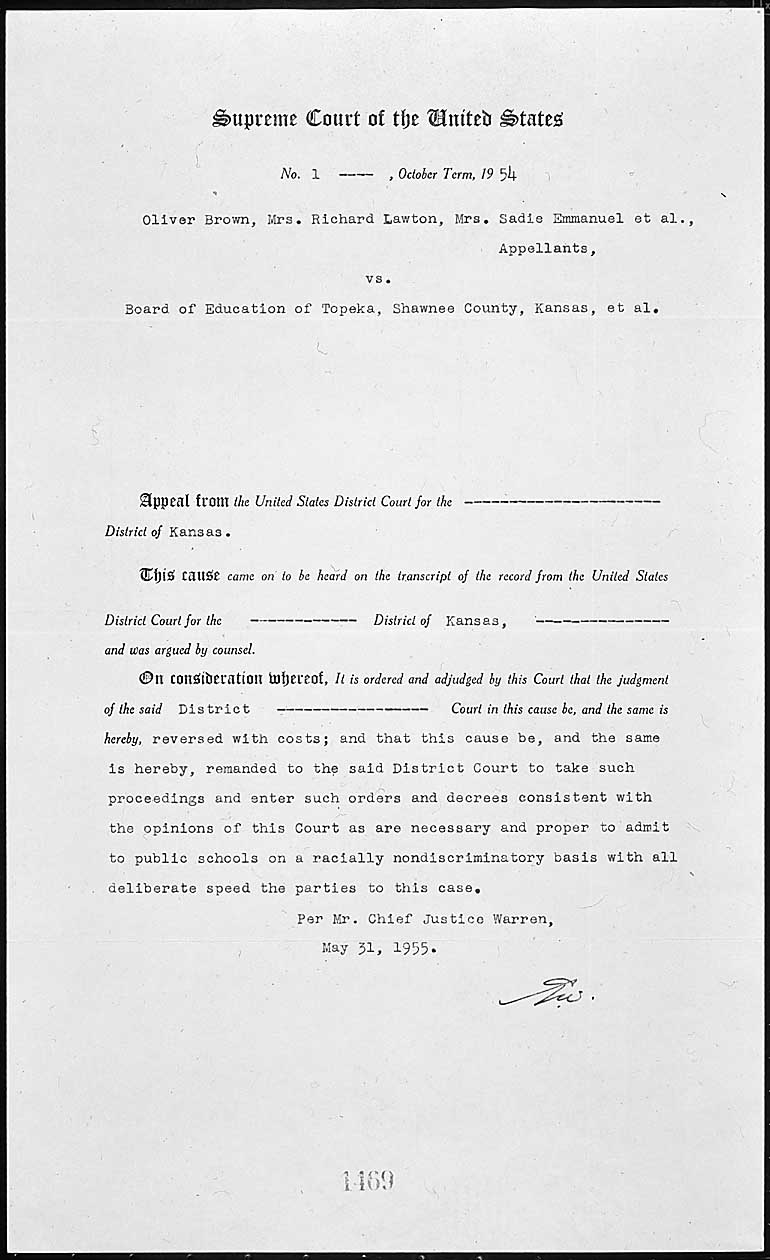
الصفحة الأولى من حكم المحكمة العليا للولايات المتحدة بشأن قضية براون.

تخفيف التأثير (بالإنجليزية: Impact litigation)‏، هي التدابير والإجراءات المتخذة لتجنب أو تقليل أو خفض أو علاج أو  حتى التعويض عن الآثار السلبية للتنمية. وقد استخدمت هذه الدعاوى القضائية على نطاق واسع وبنجاح للتأثير على السياسة العامة، ولا سيما من قبل الجماعات اليسارية، وكثيراً ما تجتذب اهتماما إعلامياً كبيراً.